# Der Klient (Film)
Der Klient (Originaltitel: The Client) ist ein US-amerikanischer Thriller aus dem Jahr 1994. Die Regie führte Joel Schumacher, das Drehbuch schrieben Akiva Goldsman und Robert Getchell anhand des gleichnamigen Romans von John Grisham. Die Hauptrollen spielten Susan Sarandon, Brad Renfro und Tommy Lee Jones.

## Handlung
Gemeinsam mit ihrer Mutter Dianne leben der elfjährige Mark Sway und sein jüngerer Bruder Ricky unter dürftigen Verhältnissen in einer Wohnwagensiedlung am Rande von Memphis (Tennessee). In einem Waldstück beobachten die beiden Kinder eines Nachmittags, wie ein fremder Mann seinen Suizid vorbereitet. Noch bevor er sich entleibt, verrät er Mark, den er mit in den Tod nehmen will, er heiße Jerome Clifford, sei Rechtsanwalt in New Orleans und habe dort bisher Mitglieder der dortigen Mafia vertreten. Einer seiner Klienten, der Mafioso Barry Muldano, habe die Leiche eines von ihm ermordeten Senators in der Garage von Cliffords Haus vergraben. Zwar kann Mark, noch bevor sich Clifford selbst tötet, entwischen, doch müssen die beiden Kinder aus ihrem Versteck heraus erleben, wie sich der Anwalt erschießt. Unter dem Eindruck dieses Geschehens erleidet der kleine Ricky ein „Posttraumatisches Stresssyndrom“, wie der Arzt einer großen Klinik diagnostiziert, in die man den Achtjährigen inzwischen verbrachte. Zuvor hat Mark anonym die Polizei von dem Vorfall im Wald informiert, doch wird er schon bald als der Informant identifiziert. Berechtigte Zweifel an Marks Behauptung, nur die Leiche gefunden, nicht aber den noch lebenden Clifford gesprochen zu haben, rufen nicht allein das FBI, sondern auch den hochgradig selbstgefälligen Bundesstaatsanwalt Roy Foltrigg auf den Plan. Foltrigg ermittelt federführend in der Mordsache, konnte aber den dringend tatverdächtigen Mafioso Muldano nicht anklagen, weil die Leiche des ermordeten Senators bislang unauffindbar blieb. Für Foltrigg steht so gut wie fest, dass Mark von Clifford in dessen letzten Lebensminuten erfahren haben muss, wo die Leiche zu finden ist. Deswegen versuchen die Ermittler, Mark mit nicht ganz lauteren Methoden ein Eingeständnis seines Wissens abzupressen. Daneben werden der Elfjährige und seine Familie massiv von der Mafia terrorisiert, die Marks Einlassungen um jeden Preis verhindern will. Das geschieht nicht zuletzt, indem der Knabe von einem messerbewaffneten Mafioso direkt bedroht wird und die Gauner zudem den Wohnwagen der ohnehin mittellosen Familie in Brand stecken. 
Angesichts dieser Gewaltattacken schweigt sich der ansonsten recht clever agierende Junge über sein Wissen hartnäckig aus und sucht, trotz gefestigter Vorurteile gegenüber Juristen, Hilfe bei der Rechtsanwältin Reggie Love. Diese ist dem Jungen sogleich zugetan, nimmt, wiewohl ohne wirkliche Aussicht auf ein Honorar, das Mandat an und geht auch sogleich mit den Ermittlungsbehörden in den Clinch. Dennoch gelingt es Staatsanwalt Foltrigg, Mark vor Gericht zu bringen. Jugendrichter Roosevelt behandelt den Jungen und seine Anwältin zwar durchaus wohlwollend, doch ist er auch der Wahrheitsfindung verpflichtet. Dennoch verweigert Mark auch vor Gericht standhaft eine Auskunft zu dem fraglichen Punkt. Dies nicht zuletzt, weil er dem Angebot des FBI misstraut, die kleine Familie nach einer Offenlegung seines Wissens ins Zeugenschutzprogramm zu nehmen und mit neuer Identität in einen anderen Bundesstaat anzusiedeln. Indem Marks Aussageverweigerung US-amerikanischem Recht zufolge eine „Missachtung des Gerichts“ (contempt of court) darstellt und somit als Straftat geahndet wird (dies in den USA übrigens auch bei Kindern und Jugendlichen, die nach deutschem Recht noch gar nicht strafmündigen wären) lässt der Richter den Jungen in Gewahrsam nehmen. Nicht zuletzt tut er das aber auch, um Mark Sway der immer akuteren werdenden Bedrohung durch die Mafia entziehen. Mittels einer List gelingt es Mark allerdings, dieser Verwahrung zu entfliehen. Weil er der Aussage des damals sturzbetrunkenen Selbstmörders Clifford nicht traut, sieht er bei einer womöglich unwahren Aussage die Möglichkeit gefährdet, nun doch ins Zeugenschutzprogramm aufgenommen zu werden. Also verständigt er sich mit seiner Anwältin dahin, in New Orleans gemeinsam nachzusehen, ob die Leiche tatsächlich an dem von Clifford genannten Versteck vergraben liegt. Halb widerwillig, halb selbst neugierig geht Reggie auf Marks Vorhaben ein und fährt mit ihm nach Louisiana, um in New Orleans auf Cliffords Grundstück nach der Begräbnisstelle zu suchen. Dort angekommen, stellen sie allerdings fest, dass gleichzeitig auch Berry "das Messer" Muldano mit zwei weiteren Mafiosi am Werk ist, um die Leiche des Senators auszugraben und endgültig verschwinden zu lassen. Bei diesem Bemühen von alarmierten Nachbarn aufgescheucht, nehmen die drei Mafia-Gangster vorerst Reißaus. Mark und Reggie hingegen finden Cliffords Angabe bestätigt. Daraufhin handelt die Rechtsanwältin mit Staatsanwalt Foltrigg in aller Eile ein Zeugenschutzprogramm mit überaus großzügigen Bedingungen für die Familie Sway aus. Erst nachdem der Deal perfekt ist und sie Mark, Ricky und deren Mutter Dianne sicher im Flugzeug und auf dem Weg nach Phoenix weiß, offenbart Reggie Love den Ermittlern, wo die Leiche des Senators gefunden werden kann. Am Ende verkauft Foltrigg, der den Gouverneursposten von Louisiana anstrebt, die Sache in den Medien als seinen großartigen Erfolg.

## Kritiken
- Roger Ebert schrieb in der Chicago Sun-Times vom 20. Juli 1994, die Rollen von Mark Sway und Reggie Love seien gut besetzt. Die von John Grisham verfassten Handlungsstränge würden manchmal bizarr und amateurhaft wirken. Insgesamt sei der Film nicht zufriedenstellend.[1]

- Desson Howe schrieb in der Washington Post vom 22. Juli 1994, der Film sei eine leichte Unterhaltung, vor allem für die Menschen, die den Roman nicht gelesen hätten. Er lobte die Regie von Joel Schumacher.[2]

- Franz Everschor meint im Lexikon des internationalen Films: Routinehafte Verfilmung eines Grisham-Romans, in der nur die Hauptdarsteller das Interesse wachhalten.[3]

## Auszeichnungen
Susan Sarandon gewann im Jahr 1995 den BAFTA Award; sie wurde für den Oscar, den Screen Actors Guild Award und den Blockbuster Entertainment Award nominiert. Brad Renfro gewann 1995 den Young Artist Award. Howard Shore gewann 1995 den Film and Television Music Award der American Society of Composers, Authors and Publishers.

## Hintergründe
Die Dreharbeiten fanden vom August 1993 bis zum Oktober 1993 in Louisiana, Mississippi und Tennessee statt. Die Produktionskosten betrugen schätzungsweise 45 Millionen US-Dollar. Der Film spielte in den Kinos der USA 92,1 Millionen US-Dollar ein, bei einem weltweiten Ergebnis von etwa 117,6 Millionen USD.

## Synchronisation
Die deutschsprachige Synchronisation entstand bei der Interopa Berlin nach einem Dialogbuch von Theodor Dopheide, der auch die Dialogregie übernahm.
| - Regina „Reggie“ Love: Ana Fonell - Mark Sway: Ozan Ünal - Roy Foltrigg: Ronald Nitschke - Dianne Sway: Bettina Weiß - Barry Muldano: Gerald Paradies - Jason McThune: Helmut Gauß - Clint Von Hooser: Uwe Büschken - Sergeant Hardy: Joachim Tennstedt - Thomas Fink: Udo Schenk - Larry Trumann: Michael Telloke - Dr. Greenway: Bodo Wolf (Synchronsprecher) - Richter Harry Roosevelt: Michael Chevalier | - Detective Nassar: Hans-Jürgen Wolf - Gill Beale: Eberhard Prüter - Harry Bono: Karl Schulz - Jack Nance: Klaus Lochthove - Johnny Sulari: Manfred Wagner - Karen: Sabine Jaeger - Momma Love: Evelyn Meyka - Paul Gronke: Florian Krüger-Shantin - Romey: Tom Deininger - Slick Moeller: Klaus-Dieter Klebsch - Nachrichtensprecher: Andreas Thieck |